# John Johnson
John Howard Getty "J.J." Johnson (Carthage, Mississipi, 18 d'octubre de 1947-San José, 7 de gener de 2016) va ser un jugador de bàsquet estatunidenc que va disputar dotze temporades a l'NBA. Amb 2,00 metres d'altura, jugava en la posició d'aler.

## Trajectòria esportiva

### Universitat
Va començar la seva etapa col·legial al petit centre de Northwest Community College, on va passar dues temporades amb una mitjana de 26,7 punts per partit, la qual cosa va fer que la Universitat de Iowa s'hi fixés, fent-se amb els seus serveis. Malgrat un petit baixó en les seves mitjanes en una gran universitat, en la seva temporada sènior va obtenir una mitjana de 28 punts i 10,1 rebots. Les seves estadístiques totals com a col·legial van ser de 23,8 punts i 10,4 rebots per trobada.

### Professional
Va ser triat en la setena posició del Draft de l'NBA de 1970 per Cleveland Cavaliers, on, malgrat els seus espectaculars registres com a novençà (16,6 punts, 6,8 rebots i 4,8 assistències, no va ser inclòs en el millor quintet de rookies de l'NBA. Va tenir mala sort en trobar-se en la seva mateixa generació a gent com Geoff Petrie, Dave Cowens, Pete Maravich, Calvin Murphy o Bob Lanier. Així i tot, va ser triat per participar en l'All-Star Game d'aquest any, alguna cosa que repetiria la temporada següent.
Després de tres temporades en els Cavs, va ser traspassat a Portland Trail Blazers, on va mantenir la seva intensitat ofensiva. Poc després de començar la temporada 1975-76 va ser traspassat a Houston Rockets, on va començar prematurament el seu declivi. En 1977 va arribar a Seattle Supersonics, on va tenir un petit ressorgiment, i va ajudar a guanyar el Campionat de l'NBA en 1979.
Després de quatre temporades en els Sonics, es va retirar en 1982, amb 34 anys. En la seva llarga carrera com a professional va obtenir una mitjana de 12,9 punts i 5,5 rebots per partit.

#### Estadístiques en l'NBA

##### Temporada regular
| Temporada | Edat | Equip               | Lliga | Pos. | P   | TIT | MIN  | TC  | TCA  | %TC  | 3P  | 3PA | %3P  | 2P  | 2PA  | %2P  | %Ef  | TL  | TLA | %TL  | R.of. | R.DEF. | REB | ASIS | ROB | TAP | PER | FP  | PTS  |
| 1970-71 ? | 23   | Cleveland Cavaliers | NBA   | SF   | 67  |     | 34.5 | 6.5 | 15.4 | .422 |     |     |      | 6.5 | 15.4 | .422 | .422 | 3.6 | 4.4 | .805 |       |        | 6.8 | 4.8  |     |     |     | 3.7 | 16.6 |
| 1971-72 ? | 24   | Cleveland Cavaliers | NBA   | SF   | 82  |     | 37.1 | 6.8 | 15.7 | .433 |     |     |      | 6.8 | 15.7 | .433 | .433 | 3.4 | 4.3 | .785 |       |        | 7.7 | 5.1  |     |     |     | 3.3 | 17.0 |
| 1972-73   | 25   | Cleveland Cavaliers | NBA   | SF   | 82  |     | 34.3 | 6.0 | 13.9 | .430 |     |     |      | 6.0 | 13.9 | .430 | .430 | 2.4 | 3.3 | .734 |       |        | 6.7 | 3.8  |     |     |     | 3.0 | 14.4 |
| 1973-74   | 26   | Portland T. Blazers | NBA   | SF   | 69  |     | 33.1 | 6.7 | 14.3 | .464 |     |     |      | 6.7 | 14.3 | .464 | .464 | 3.1 | 3.8 | .812 | 2.3   | 5.1    | 7.5 | 4.1  | 1.0 | 0.4 |     | 3.2 | 16.4 |
| 1974-75   | 27   | Portland T. Blazers | NBA   | SF   | 80  |     | 31.8 | 6.6 | 13.5 | .487 |     |     |      | 6.6 | 13.5 | .487 | .487 | 3.0 | 3.8 | .784 | 2.0   | 4.2    | 6.3 | 3.0  | 0.9 | 0.5 |     | 3.1 | 16.1 |
| 1975-76   | 28   | TOTAL               | NBA   | SF   | 76  |     | 22.3 | 4.2 | 9.2  | .453 |     |     |      | 4.2 | 9.2  | .453 | .453 | 1.6 | 2.0 | .774 | 1.2   | 3.1    | 4.4 | 2.9  | 0.8 | 0.5 |     | 2.6 | 9.9  |
| 1975-76   | 28   | Portland T. Blazers | NBA   | SF   | 9   |     | 23.6 | 4.6 | 9.8  | .466 |     |     |      | 4.6 | 9.8  | .466 | .466 | 2.6 | 3.0 | .852 | 1.4   | 3.0    | 4.4 | 2.2  | 0.8 | 0.9 |     | 3.4 | 11.7 |
| 1975-76   | 28   | Houston Rockets     | NBA   | SF   | 67  |     | 22.2 | 4.1 | 9.1  | .452 |     |     |      | 4.1 | 9.1  | .452 | .452 | 1.4 | 1.9 | .758 | 1.2   | 3.1    | 4.4 | 2.9  | 0.7 | 0.4 |     | 2.4 | 9.7  |
| 1976-77   | 29   | Houston Rockets     | NBA   | SF   | 79  |     | 22.0 | 4.0 | 8.8  | .458 |     |     |      | 4.0 | 8.8  | .458 | .458 | 1.2 | 1.7 | .712 | 0.9   | 2.4    | 3.4 | 2.1  | 0.6 | 0.3 |     | 2.5 | 9.3  |
| 1977-78   | 30   | TOTAL               | NBA   | SF   | 77  |     | 23.7 | 4.4 | 10.7 | .415 |     |     |      | 4.4 | 10.7 | .415 | .415 | 1.7 | 2.3 | .751 | 1.3   | 2.7    | 4.0 | 2.7  | 0.6 | 0.2 | 2.2 | 2.6 | 10.6 |
| 1977-78   | 30   | Houston Rockets     | NBA   | SF   | 1   |     | 11.0 | 1.0 | 4.0  | .250 |     |     |      | 1.0 | 4.0  | .250 | .250 | 2.0 | 3.0 | .667 | 2.0   | 1.0    | 3.0 | 1.0  | 0.0 | 0.0 | 3.0 | 3.0 | 4.0  |
| 1977-78   | 30   | Seattle Supersonics | NBA   | SF   | 76  |     | 23.8 | 4.5 | 10.8 | .416 |     |     |      | 4.5 | 10.8 | .416 | .416 | 1.7 | 2.3 | .753 | 1.3   | 2.7    | 4.0 | 2.8  | 0.6 | 0.3 | 2.2 | 2.6 | 10.7 |
| 1978-79   | 31   | Seattle Supersonics | NBA   | SF   | 82  |     | 29.1 | 4.3 | 10.0 | .434 |     |     |      | 4.3 | 10.0 | .434 | .434 | 2.3 | 3.0 | .760 | 1.5   | 3.5    | 5.0 | 4.4  | 0.7 | 0.3 | 3.1 | 3.0 | 11.0 |
| 1979-80   | 32   | Seattle Supersonics | NBA   | SF   | 81  |     | 31.3 | 4.7 | 9.5  | .488 | 0.0 | 0.0 |      | 4.7 | 9.5  | .488 | .488 | 2.0 | 2.5 | .801 | 2.0   | 3.2    | 5.3 | 5.2  | 0.9 | 0.4 | 3.0 | 2.6 | 11.3 |
| 1980-81   | 33   | Seattle Supersonics | NBA   | SF   | 80  |     | 29.1 | 4.7 | 10.8 | .431 | 0.0 | 0.0 | .000 | 4.7 | 10.8 | .431 | .431 | 2.2 | 2.7 | .808 | 1.7   | 2.8    | 4.5 | 3.9  | 0.7 | 0.3 | 2.9 | 2.5 | 11.5 |
| 1981-82   | 34   | Seattle Supersonics | NBA   | SF   | 14  | 1   | 13.4 | 1.6 | 3.2  | .489 | 0.0 | 0.0 |      | 1.6 | 3.2  | .489 | .489 | 1.1 | 1.4 | .750 | 0.2   | 1.1    | 1.3 | 2.1  | 0.3 | 0.2 | 1.2 | 1.4 | 4.2  |
| Total     |      |                     | NBA   |      | 869 | 1   | 29.6 | 5.3 | 11.8 | .446 | 0.0 | 0.0 | .000 | 5.3 | 11.8 | .446 | .446 | 2.4 | 3.0 | .779 | 1.6   | 3.3    | 5.5 | 3.8  | 0.8 | 0.4 | 2.7 | 2.9 | 12.9 |

##### Desempats
| Temporada | Edat | Equip               | Lliga | Pos. | P  | TIT | MIN  | TC  | TCA  | %TC  | 3P  | 3PA | %3P  | 2P  | 2PA  | %2P  | %Ef  | TL  | TLA | %TL  | R.of. | R.DEF. | REB | ASIS | ROB | TAP | PER | FP  | PTS  |
| 1976-77   | 29   | Houston Rockets     | NBA   | SF   | 12 |     | 12.2 | 2.0 | 5.1  | .393 |     |     |      | 2.0 | 5.1  | .393 | .393 | 0.8 | 1.3 | .667 | 0.6   | 1.8    | 2.4 | 0.8  | 0.3 | 0.0 |     | 1.7 | 4.8  |
| 1977-78   | 30   | Seattle Supersonics | NBA   | SF   | 22 |     | 27.1 | 4.3 | 10.2 | .424 |     |     |      | 4.3 | 10.2 | .424 | .424 | 1.5 | 2.1 | .696 | 1.6   | 2.9    | 4.5 | 2.5  | 0.4 | 0.3 | 2.4 | 2.9 | 10.1 |
| 1978-79 ? | 31   | Seattle Supersonics | NBA   | SF   | 17 |     | 36.2 | 4.9 | 10.3 | .474 |     |     |      | 4.9 | 10.3 | .474 | .474 | 2.4 | 3.8 | .641 | 2.4   | 4.4    | 6.8 | 5.4  | 1.0 | 0.2 | 3.8 | 2.9 | 12.2 |
| 1979-80   | 32   | Seattle Supersonics | NBA   | SF   | 15 |     | 32.4 | 5.2 | 10.5 | .494 | 0.0 | 0.1 | .000 | 5.2 | 10.5 | .497 | .494 | 2.0 | 2.5 | .811 | 2.9   | 3.9    | 6.8 | 5.7  | 0.5 | 0.2 | 3.7 | 3.0 | 12.4 |
| 1981-82   | 34   | Seattle Supersonics | NBA   | SF   | 7  |     | 22.7 | 2.1 | 5.4  | .395 | 0.0 | 0.0 |      | 2.1 | 5.4  | .395 | .395 | 1.1 | 1.6 | .727 | 1.0   | 1.0    | 2.0 | 4.9  | 0.9 | 0.0 | 1.6 | 2.4 | 5.4  |
| Total     |      |                     | NBA   |      | 73 |     | 27.4 | 4.0 | 9.0  | .450 | 0.0 | 0.0 | .000 | 4.0 | 9.0  | .450 | .450 | 1.7 | 2.4 | .699 | 1.8   | 3.1    | 4.9 | 3.8  | 0.6 | 0.2 | 3.0 | 2.7 | 9.7  |